# 青木定治
青木 定治（あおき さだはる、1968年7月1日 - ）は、愛知県名古屋市出身のパティシエ。パリに拠点を置くパティスリー・サダハルアオキ・パリ（Pâtisserie Sadaharu AOKI paris）のシェフパティシエ。

## 経歴
愛知県出身。町田調理師専門学校を卒業後、東京都青山シャンドンに勤務。
- 1991年に渡仏し、パリのジャン・ミエ、スイスのレストラン・ジラルデ、そしてパリのクーデルでの研修・勤務を経て、1998年パリの7区に初のアトリエを開設。
- 1999年、アトリエ拡張のためパリ13区に移転。このとき日本洋菓子連合会・国際部パリ支部を担当。日本の大手製菓企業への技術指導などを行っている。
- 2001年、パリ6区に初のブティックとなるヴォジラール（Vaugirard）店をオープン。
- 2003年、2号店としてポールロワイヤル（Port Royal）店をオープンし、アトリエ、ブティック、事務所の全機能をこの店舗近辺に統合した。
- 2004年、パリの大手百貨店ギャラリー・ラファイエット（Galeries Lafayette）のグルメ館にて販売を開始。
- 2005年、全日本空輸（ANA）パリ発東京便機内でファースト、ビジネスクラスのサービス用としてパティスリーの提供を開始。同年3月には東京都丸の内に日本初のブティックをオープン。
- 2006年、東京都新宿伊勢丹内にブティックをオープン。その後日本国内では、東京ミッドタウンにもブティックをオープン。パリの新店舗とともに台湾にも進出し、現在ではパリに4店舗、東京に4店舗、台北に2店舗を構えるに至る。
- 2007年、ルレ・デセール（Relais Desserts）の会員に登録される。
- 2009、2010年にはフランスでもっとも権威のあるショコラの格付けを行うCCC（club des croqueurs de chocolat：クラブ・デ・クロクール・ドゥ・ショコラ）によって4タブレット（5段階評価）を獲得。2011年には同格付けにて最高位となる5タブレット+スターを獲得し、上位12名にのみ与えられるAwardを授与された。また同時期にフランスではミシュランガイドに並ぶグルメガイドであるピュドロ（Pudlo）にて2011年の最優秀パティシエ（Pâtissier de l'année 2011）に選出されるとともに、パリ市庁賞としてメダルがパリ市より授与。日本でも、農林水産省主導による料理人顕彰制度によって、料理マスターズに選出される。
- 2012年、渋谷ヒカリエに東京で4店舗目をオープン。
- 2013年10月31日、世界最大のチョコレートの祭典「サロン・デュ・ショコラ」で最優秀賞「板チョコ5枚+☆」を受賞[2]。

## 私生活
パリ6区に初めて自身のブティックを出店した翌年にあたる2002年の6月、元TBSアナウンサーの雨宮塔子と知り合った。そのきっかけは、美術史を学ぶためフランスに渡航した雨宮が女性誌「Oggi」に掲載する菓子関連記事の取材のため、青木のもとを繰り返し訪れたことであった。そして同年10月に婚姻届を提出、翌2003年に長女を、更に2005年には長男をもうけた。
青木自身は婚姻後も、日本国内にも、自らのブティックを出店するなど、パティシエとしての活動を継続、国際的にも評価を高めていた。一方でフランスの自宅で子育てに孤軍奮闘する雨宮との「すれ違い」が生じ、そのことからやがて雨宮との間に溝が生じる結果となった。
そして、婚姻から約11年が経過した2013年の春、雨宮との間で離婚話が持ち上がり、程なく青木のほうが家を出て、別居生活に入ったことが明らかとなった。離婚話し自体は基本的に合意に達している。翌2014年9月時点の話として伝えられているところによれば、現地フランスに於いて、青木と雨宮の双方が各々代理人を立てて離婚に向けての手続きを進めていた。2015年3月、正式に離婚した。
なお、青木・雨宮の両者の間でもうけた2人の子供に係る親権については、離婚成立以後も、フランスの法律により、引き続き両者のもとに残ることとなっている。
2015年8月、老舗デパートの広報を務めていた女性と再婚した。

## 店舗
公式サイトより（2022年時点）。

### フランス
- ブティック・ヴォージラール（パリ15区）
- ブティック・ポールロワイヤル（パリ5区）
- ブティック・セギュール（パリ15区）
- ブティック・サン＝ドミニク（パリ7区）
- ブティック・マラコフ（マラコフ）

### 日本
- 丸の内店（東京都千代田区）
- 東京ミッドタウン店（東京都港区）
- 新宿伊勢丹店（東京都新宿区）
- 渋谷ヒカリエShinQs東横のれん街店（東京都渋谷区）
- 横浜高島屋店（神奈川県横浜市）
- JR名古屋タカシマヤ店（愛知県名古屋市）
- 烏丸御池店（京都府京都市）
- アトリエ軽井沢店（長野県軽井沢町）
- 三井アウトレットパーク木更津店（千葉県木更津市）